# 聖克里斯托瓦爾島
9°21′N 82°14′W / 9.350°N 82.233°W

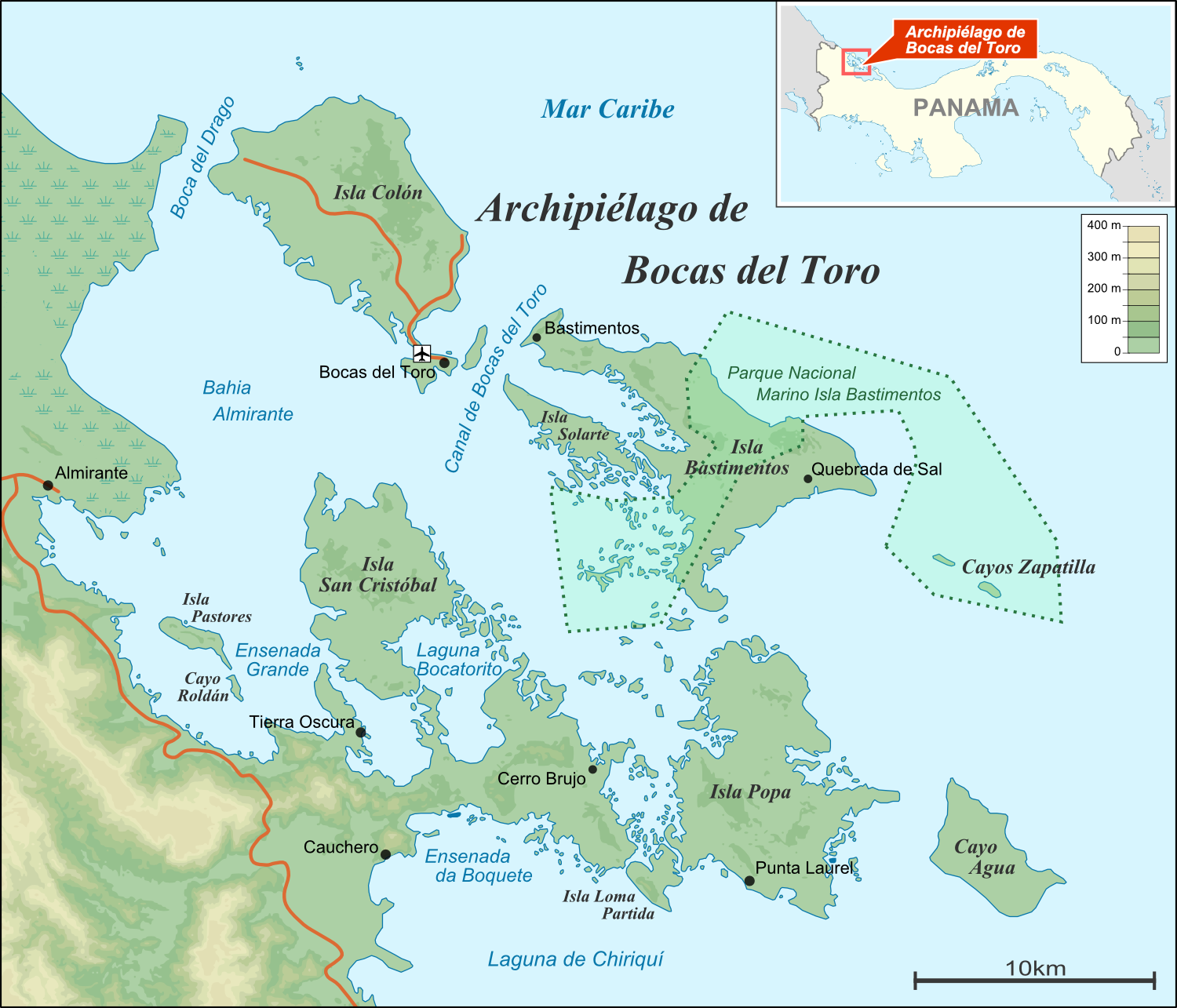

聖克里斯托瓦爾島是巴拿馬的島嶼，位於該國西北部加勒比海，屬於博卡斯德爾托羅群島的一部分，由博卡斯德爾托羅省負責管轄，面積37平方公里。